# Milorad Dodik
Milorad Dodik (cirill írással Милорад Додик, Banja Luka, Jugoszlávia (ma Bosznia-Hercegovina), 1959. március 12. –) boszniai szerb politikus, a Független Szociáldemokraták Szövetsége párt elnöke. 1998 és 2001 valamint 2006 és 2010 között a boszniai Szerb Köztársaság miniszterelnöke. 2018 és 2022 között Bosznia-Hercegovina Elnökségének szerb tagja. 2010 és 2018 valamint 2022 és 2025 között a boszniai Szerb Köztársaság elnöke.
A Belgrádi Egyetemen politikatudományt tanult. 1986–1990 között a laktaši helyhatóság vezetője volt.
A Bosznia-Hercegovinai Bíróság 2025. február 26-án első fokon egy év börtönre ítélte, és 6 évre eltiltotta közhivatal viselésétől, mivel az indokolás szerint nem tartották be, nem hajtották végre vagy akadályozták a nemzetközi közösség főképviselőjének döntéseit. Milorad Dodikot azzal vádolják, hogy nem hajlandó figyelembe venni – a törékeny államszervezet felett gyámkodó – Christian Schmidt főképviselő döntéseit, mert aláírta a nemzetközi főképviselő intézményének és hatásköreinek elutasításáról szóló törvényt. A politikus tagadta az ellene felhozott vádakat, és szerinte a bosznia-hercegovinai törvények alapján nem is létezik olyan bűncselekmény, mint amivel vádolják.
A VSquare oknyomozó hírszolgálat tudomására jutott, hogy az Orbán Viktor vezette magyar kormány a Terrorelhárítási Központtal akarta Dodikot kimenekíteni Boszniából 2025. februárjában, noha a szolgálat hivatalosan rendőrök kiképzése és közös gyakorlat végett volt jelen az országban. Ez többek között az Amerikai Egyesült Államok tudomására jutott, ezért figyelmeztetést küldtek Magyarországnak, miszerint kizárhatják a TEK-et a nemzetközi együttműködésekből. Dodik állítólag már korábban tervezte azt, hogy Magyarországra menekül, amennyiben elítélnék. A magyar lépést egyesek egy külföldi, szuverén ország belügyeibe való beavatkozásként értékelik.
2025. augusztus 6-án Bosznia-Hercegovina választási bizottsága egyhangúlag megfosztotta megbízatásától Milorad Dodikot.